# Marsenina
Marsenina is een geslacht van weekdieren uit de klasse van de Gastropoda (slakken).

## Soorten
- Marsenina ampla A. E. Verrill, 1880
- Marsenina glabra (Couthouy, 1838)
- Marsenina globosa L. Perry, 1939
- Marsenina rhombica (Dall, 1871)
- Marsenina stearnsii (Dall, 1871)
- Marsenina uchidai (Habe, 1958)
- Marsenina zadei Behrens, Ornelas & Valdés, 2014